# Alí Akbar Dehjodá
Allâmé Alí Akbar Dehjodá (علی‌اکبر دهخدا en grafía persa; 1879-9 de marzo de 1956) fue un destacado lingüista iraní, autor del mayor diccionario de la lengua persa jamás publicado.

## Biografía
Nacido en Teherán en el seno de una familia acomodada oriunda de Qazvín, a la edad de 10 años Dehjodá quedó huérfano de padre. Muy pronto destacó por sus dotes para la literatura persa y el árabe. A los 20 años fue admitido en la recién abierta escuela de Ciencias Políticas del Ministerio de exteriores, donde aprendió francés, se familiarizó con ideas modernas y comenzó a enseñar literatura persa. Tras licenciarse, fue empleado en el ministerio y durante dos años acompañó al embajador del estado Kayar en los Balcanes, residiendo la mayor parte del tiempo en Viena, entonces foco de gran efervescencia cultural.
A su regreso a Irán en 1905, el país vivía un ambiente prerrevolucionario en la que Dehjodá se implicó como redactor principal del semanario crítico Sur-e Esrâfil («La Trompeta de Israfel»), que desempeñó un papel fundamental en el movimiento constitucionalista con su crítica de la corrupción y el despotismo monárquicos y de la ideología del clero tradicional. El estilo llano y directo de la revista, inédito hasta entonces, fue muy influyente en el desarrollo de la prosa persa moderna. Dehjodá escribía artículos sobre cuestiones políticas, económicas y sociales, y además una pieza satírica que firmaba con el seudónimo de Dejow. Sus escritos suscitaron la indignación de los partidarios de la monarquía y los tradicionalistas religiosos y tras dos años de publicación el autoritario Mohammad Alí Shah hizo cerrar el semanario al tiempo que disolvía el parlamento. Dehjodá, al igual que otros intelectuales liberales, hubo de exiliarse a Europa. Allá continuó a publicar artículos y con el derrocamiento del rey en 1911, regresó a Irán y fue elegido como diputado en la Asamblea de Consulta Nacional por Kermán y Teherán (Dehjodá aceptó la primera designación electiva). Dehjodá se integró en la corriente reformista E'tedâliun (اعتدالیون, «Moderados»).
Al comenzar la Primera Guerra Mundial, los rusos invadieron el norte de Irán. Dehjodá participó en un gobierno en el exilio, primero en Qom y después en Kermanshah. Cuando este gobierno también cayó, Dehjodá fue acogido por los janes de la tribu Bajtiarí. En Farrojshahr concibió la necesidad de elaborar un diccionario exhaustivo de la lengua persa y comenzó a redactar las primeras notas para sus dos grandes obras lexicográficas: el diccionario Loghatname (لغت‌نامه) y el compendio de dichos y refranes Amsâl o hekam (امثال و حکم).
En los años 20, Dehjodá fue redactor jefe de varias publicaciones del Partido Comunista de Irán. Su nombre fue planteado en el debate de la época sobre monarquía o república, como candidato a la presidencia. Al establecerse la dictadura de Reza Pahlaví, Dehjodá fue excluido del escenario político y pasó a ocupar diversos cargos de corte más «cultural»: presidió el gabinete del Ministerio de Conocimientos, la fiscalía del Ministerio de Justicia, y la escuela de Ciencias Políticas de Teherán. En 1935 fue cooptado como miembro de la Academia de Irán (Farhangestân-e Irân). Desde la fundación de la Universidad de Teherán en 1934 fue decano de la facultad de Derecho y Ciencias Políticas hasta 1941, año en que los Aliados destituyeron a Reza Shah y fue también destituido de sus cargos Dehjodá, que se dedicó ya por entero a su obra lexicográfica.
En 1946, formó parte de la presidencia del Primer Congreso de Escritores de Irán y cuatro años más tarde participa en la fundación de la Asociación de Lucha contra el Analfabetismo. En el mismo 1950 fue uno de los intelectuales firmantes del Llamamiento de Estocolmo del Consejo Mundial de la Paz, que reclamaba la prohibición total de las armas nucleares.
Durante el movimiento político que nacionalizó el petróleo iraní en 1951, Dehjodá fue firme defensor del primer ministro Mosaddeq que lo dirigía, y corría el rumor de que en caso de triunfo del movimiento frente a la monarquía, Dehjodá podría ser candidato a la presidencia del ejecutivo. Cuando Mosaddeq fue derrocado en agosto de 1953 por la Operación Ajax, la casa de Dehjodá fue registrada violentamente, y el propio Dehjodá golpeado y sometido a interrogatorio.
Alí Akbar Dehjodá falleció en su domicilio de la calle Iranshahr de Teherán el 27 de febrero de 1956. Su cuerpo fue enterrado en el panteón de su familia del cementerio Ebn Babuyé de la ciudad de Rey, a las afueras de Teherán. Su domicilio fue transformado en una escuela primaria que llevó su nombre hasta la revolución de 1979.

## Obra

### El diccionarioLoghatnâme
Los preparativos para la publicación del diccionario de Dehjodá comenzaron con apoyo institucional a finales de la década de 1920. El primer volumen apareció en 1939, pero su impresión quedó interrumpida por la guerra. Terminada la contienda, el parlamento impulsó el proyecto proporcionando el personal y los medios necesarios, estableciendo un organismo que incluía a un equipo de lingüistas y cuya sede era el domicilio del propio Dehjodá. En 1955, el parlamento trasladó la administración del Instituto Dehjodá a la propia sede parlamentaria y Dehjodá propuso para la presidencia del instituto a Mohammad Moín, quien hasta entonces era vicepresidente del mismo. En sus testamentos, Dehjodá legó a Moín todas sus fichas y el trabajo que quedaba por realizar. En 1958, la sede del Instituto Dehjodá se trasladó del parlamento a la Universidad de Teherán.

### Modernización del pensamiento político iraní
Alí Akbar Dehjodá, a través de su actividad periodística y de la obra de sus numerosos discípulos, ejercieron una gran influencia en la transformación del pensamiento político iraní introduciendo en la lengua persa corriente numerosos conceptos occidentales como demokrâsí (دموکراسی, «democracia»), oligârshí (الیگارشی, «oligarquía»), feodalism (فئودالیسم, «feudalismo»), kâpitâlism (کاپیتالیسم, «capitalismo»), sosiyâlism (سوسیالیسم, «socialismo»), amperiâlism (امپریالیسم, «imperialismo»), buržuâzí (بورژوازی, «burguesía»), chap (چپ, «izquierda (política)»), râst (راست, «derecha (política)»), qorun-e vostá (قرون وسطا, «Edad Media»), etc., y transformando conceptos existentes, como estebdâd (استبداد, de «soberanía» a «despotismo»), doulat (دولت, de «patrimonio real» a «gobierno nacional»), mellat (ملت, de «comunidad religiosa» a «nación»), vatán (وطن, de «terruño» a «patria» (nacional)), maŷlés (مجلس, de «reunión» a «parlamento»), tabaqé (طبقه, de «estamento» a «clase social»), taraqqí (ترقی, de «ascenso» a «progreso»), mardom (مردم, de «plebe» a «pueblo»), adâlat (عدالت, de «adecuación en el trato» a «justicia igualitaria»), mashruté (مشروطه, «gobierno constitucional», de origen controvertido), etc. La penetración de estos conceptos y el conflicto con las concepciones antiguas se manifestó con virulencia en la revolución constitucional de 1905-1911.